# بیل شوفنهاور
بیل شوفنهاور (انگلیسی: Bill Schuffenhauer؛ زادهٔ june ۲۴, ۱۹۷۳ (۵۱ سال)) ورزشکار بابسلد اهل ایالات متحده آمریکا است.
وی در مسابقات کشوری و بین‌المللی در مجموع برندهٔ ۲ مدال نقره، ۱ مدال برنز شده‌است.